# HMS Astute (S119)
Za druge ladje glejte HMS Astute.
HMS Astute (S119) je podmornica in vodilna ladja razreda Astute Kraljeve vojne mornarice.
Njena kobilica je bila položena 31. januarja 2001, na 100-to obletnico položitve kobilice prve moderne podmornice USS Holland.